# Fumaria capreolata
Fumaria capreolata là một loài thực vật có hoa trong họ Anh túc. Loài này được Carl von Linné mô tả khoa học đầu tiên năm 1753.

## Hình ảnh

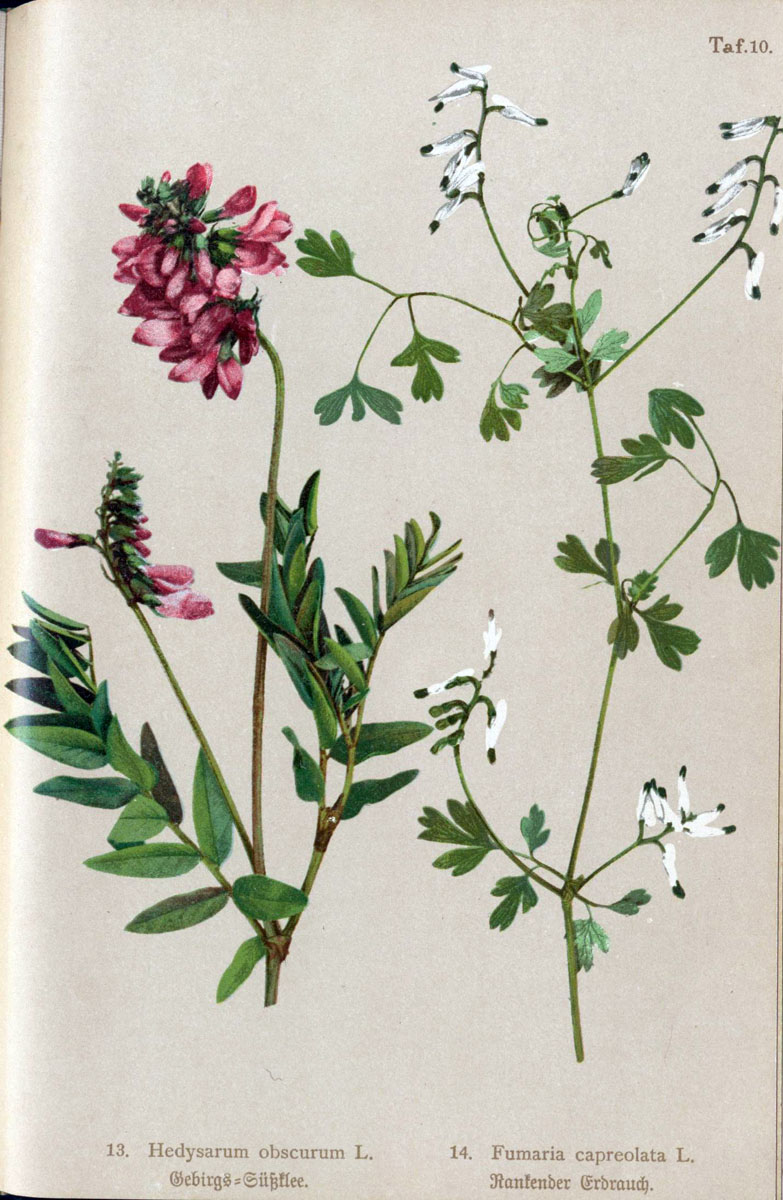
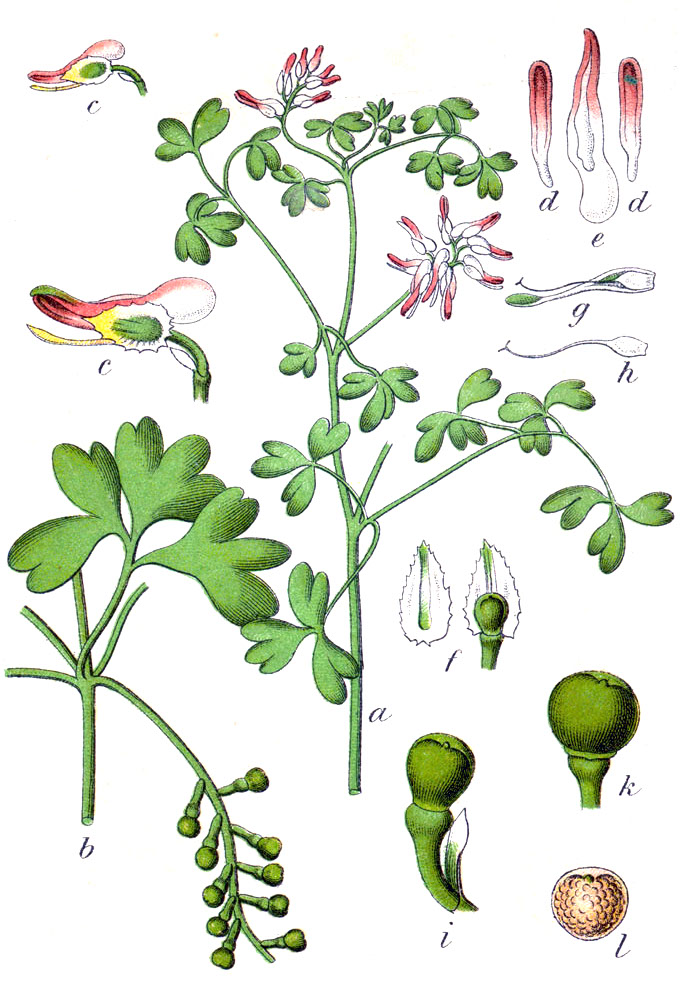
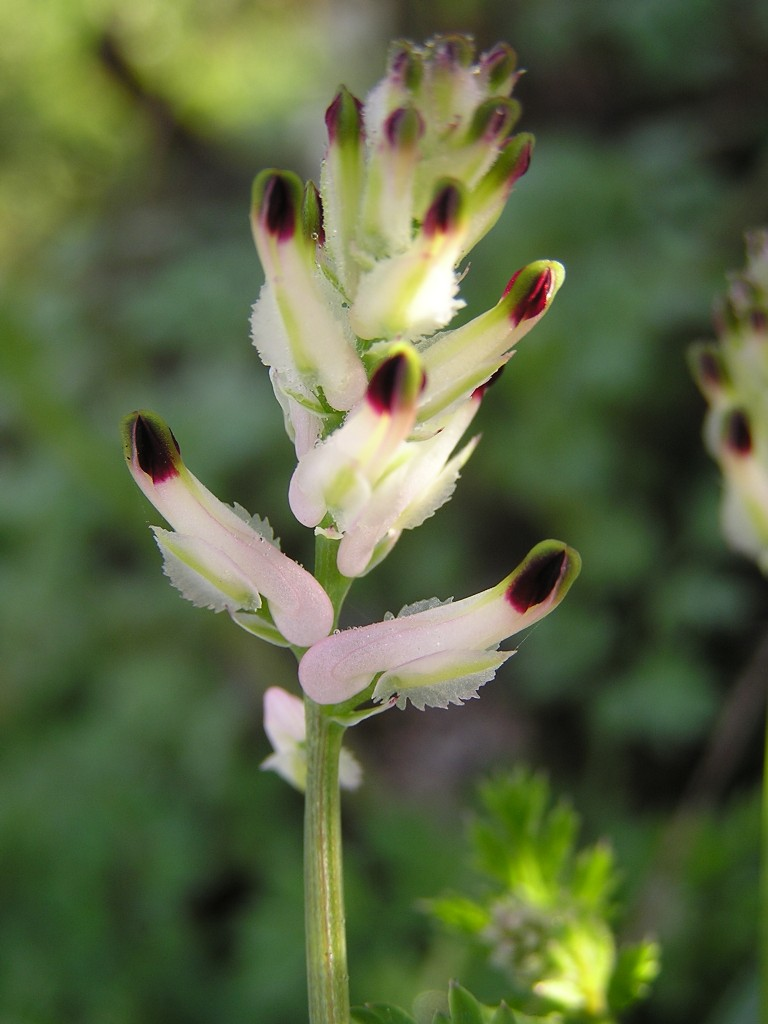
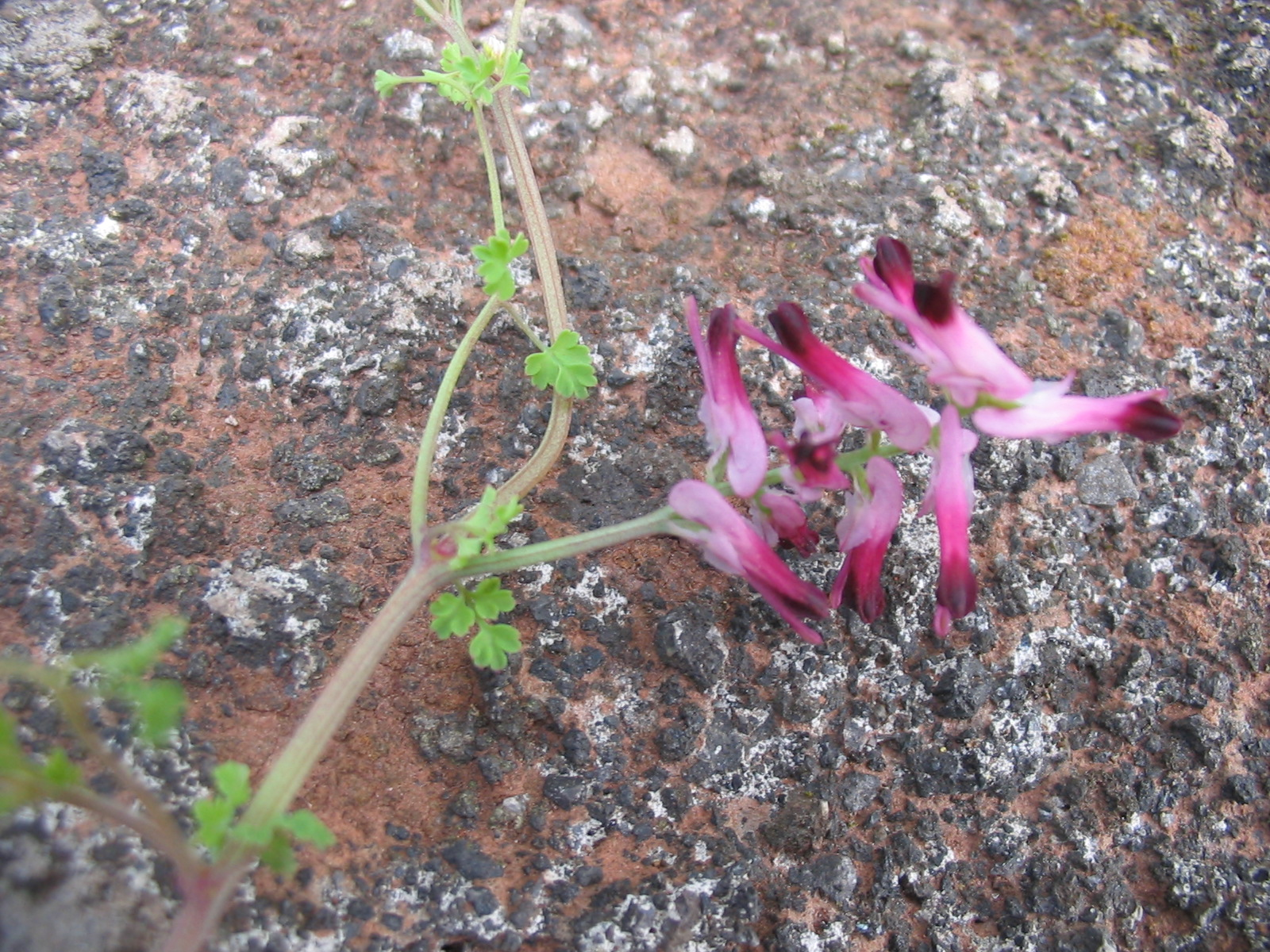